# Kanikresidenset

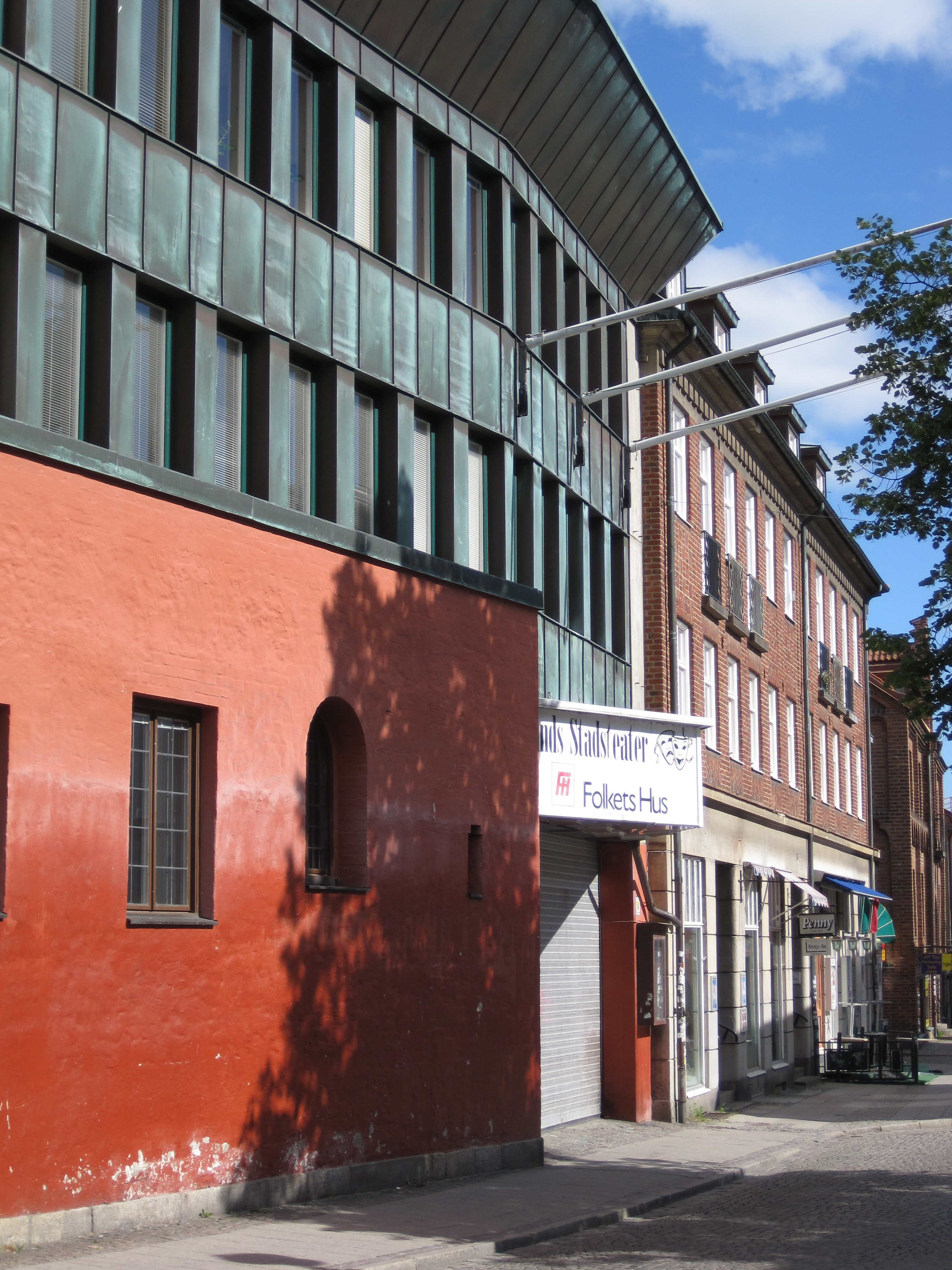
Folkets hus i Lund, med den inbyggda resten av Kanikresidenset (det röda väggpartiet).

Kanikresidenset är ett bostadshus från medeltiden i Lund.
Kanikresidenset ingår numera som en inbyggd, men urskiljbar, del av Folkets hus i på hörnet Magle Stora Kyrkogatan och Kiliansgatan i Lunds innerstad. Folkets hus byggdes 1968-1969 och dessförinnan låg där ett 1800-talshus i vilket också en del av Kanikresidenset var integrerad. Vid bygget beslöts att resterna av medeltidsbyggnaden skulle rustas upp och ingå i den nya byggnaden. 
Det ursprungliga Kanikresidenset uppfördes under 1200-talet. Det har sedan under århundradena genomgått omfattande omändringar. På 1700-talet revs den ursprungliga andra våningen. och det kvarstod som ett envåningshus med källare. År 1863 byggdes resterna av residenset in i den år 1968 rivna klassicerande tvåvåningsbyggnad, varvid också det tidigare Kanikresidensets sydvästra hörn höggs ned.
Under 1300-talets första del beboddes huset vid det då benämnda Killesträtet av kaniken Nils Bunkeflo. Det var då ett väl tilltaget hus med tre våningsplan. Sedan medeltiden har marknivån utanför huset höjts med 1,5 meter, och den våning som idag är källare var då bottenvåning. Runt residenset fanns en omkring 1,5 meter hög sockel av murade obehandlade gråsten. Entrén till huset från Kiliansgatan var en bred dörr i en rundbågig öppning. Den mörka bottenvåningen, med få fönster, bestod troligen av ett enda rum, eventuellt fanns mellanväggar av lättare konstruktion. Golvet i första våningen, som antagligen var en förrådsvåning, låg ungefär i nivå med den gata som fanns när huset byggdes och de rester av det som hittas var av tegel eller flata gråstenar. Andra våningen bedöms ha varit bostadsvåning med dagligstuga och sovutrymmen. Om den rivna tredje våningen finns ingen kunskap.